# The Innocence of Lizette
The Innocence of Lizette er en amerikansk stumfilm fra 1916 af James Kirkwood.

## Medvirkende
- Mary Miles Minter som Lizette.
- Eugene Forde som Paul.
- Harvey Clark som Henri Faure.
- Eugenie Forde som Granny Page.
- Ashton Dearholt som Dan Nye.